# Associazione Sportiva Dilettantistica Bojano
L'Union Soccer Bojano, più comunemente nota come U.S. Bojano, è la principale società calcistica della città di Bojano (CB). Milita in Eccellenza, quinta divisione del campionato italiano di calcio.

## Storia
Il Bojano fu fondato ufficialmente nel 1962 ed ha da sempre alternato campionati regionali a campionati nazionali.
Nella stagione 1999/00, l'A.S.D. Bojano 1962 partecipò per la prima volta al Campionato Nazionale Dilettanti.
Nella stagione 2003/04, dopo essere arrivato quarto con 56 punti al termine della regular season, disputò i play-off per un possibile ripescaggio in Serie C2. Nella doppia sfida contro il Nardò in semifinale si impose per 1-0 in casa nella gara d'andata e per 2-1 al ritorno fuori. Nella finale play-off contro la Pro Vasto, al Colalillo fu battuto per 2-1 e al ritorno la partità terminò 1-1, vedendo svanire il sogno di accedere nei campionati professionistici.
Dopo quell'incredibile cavalcata, il Bojano ottenne discreti piazzamenti, a ridosso della zona play-off, per il triennio 2004/07. 
Nella stagione 2007/08, la quinta consecutiva in Serie D, arrivò la retrocessione in Eccellenza dopo un'annata negativa, con molti cambi in panchina. Il ritorno in Serie D fu immediato, dopo aver dominato l'Eccellenza Molisana 2008/09 (con un distacco record di 17 punti sulla seconda). Nella stagione 2009/10, la salvezza fu molto sofferta ed arrivò soltanto dopo aver battuto la Renato Curi Angolana ai rigori nello spareggio per evitare i play-out. L'annata successiva fu molto sfortunata (senza nemmeno una vittoria sul campo) e si concluse con la retrocessione in Eccellenza. Dopo un periodo di assestamento nel massimo campionato Regionale, il Bojano ottenne la promozione in Serie D al termine della stagione 2012/13. 
L'estate 2013 fu molto calda dal punto di vista societario e solo al fotofinish la squadra venne iscritta al campionato. Nella stagione 2013/14 disputò, per la decima volta nella sua storia, il massimo campionato dilettantistico. Tuttavia, venne escluso alla 29ª giornata, alla quarta rinuncia a presentarsi in gare ufficiali, con conseguente radiazione da parte della FIGC ed impossibilità ad iscriversi a qualsiasi categoria dilettantistica. 
Nel frattempo, l'Amatori Bojano (promosso in Prima Categoria) diventò la prima squadra della città e cambiò denominazione a partire dalla stagione 2014/15 in S.C.D. Bojano 62. Nel biennio 2015/17, le due promozioni consecutive, ottenute vincendo i campionati di Prima Categoria e di Promozione hanno permesso al Bojano di ritornare in Eccellenza.
La stagione 2017/18 si è conclusa con la salvezza conquistata all'ultima giornata. Dalla stagione 2018/19, la denominazione adottata è Union Soccer Bojano 62. La squadra allenata da mister Gioffrè ha chiuso al terzo posto in classifica, acquisendo il diritto a disputare i play-off. Nella semifinale play-off, il Bojano è stato sconfitto per 1-0 dal Sesto Campano al Colalillo. La stagione 2019-20 si è conclusa anticipatamente il 1 marzo 2020 alla 23ª giornata, a causa della pandemia di Covid-19, che ha colpito tutto il mondo. Al momento dell'interruzione, il Bojano era al 13º posto in classifica in zona play-out, dopo una stagione travagliata, ma ha ottenuto la salvezza. 
La stagione 2020-2021, dopo la prima parte di stagione interrotta dal covid, partecipa al nuovo formato e arriva quinto, mancando l'accesso ai playoff per la classifica avulsa. Nella stagione 2021-22 riuscì a strappare un 11º posto,ottenendo così una salvezza tranquilla.
Nelle successive due stagione arrivo rispettivamente 6° e 12°,in quest'ultimo si salvó vincendo i play-out

## Giocatori
Alcuni giocatori celebri che hanno indossato la maglia del Bojano, sono i seguenti:
- Alberto Bernardi
- Paco Soares

## Palmarès

### Competizioni regionali
- Eccellenza: 4

1998-1999, 2002-2003, 2008-2009, 2012-2013
- Promozione: 1

2016-2017
- Prima Categoria: 1

2015-2016 (girone C)
- Coppa Italia Dilettanti Molise: 2

1998-1999, 2002-2003

### Altri piazzamenti
- Eccellenza:

Secondo posto: 1994-1995
Terzo posto: 1992-1993
- Coppa Italia Dilettanti:

Semifinalista: 2002-2003
- Coppa Italia Dilettanti Molise:

Finalista: 1993-1994, 1997-1998

## Statistiche e record

### Partecipazione ai campionati
Campionati nazionali
| Livello | Categoria | Partecipazioni | Debutto   | Ultima stagione | Totale |
| ------- | --------- | -------------- | --------- | --------------- | ------ |
| 5º      | Serie D   | 10             | 1999-2000 | 2013-2014       | 10     |

Campionati regionali
| Livello | Categoria                  | Partecipazioni | Debutto   | Ultima stagione | Totale |
| ------- | -------------------------- | -------------- | --------- | --------------- | ------ |
| I       | Eccellenza                 | 20             | 1992-1993 | 2024-2025       | 27     |
| I       | Promozione Campania        | 6              | 1979-1980 | 1991-1992       | 27     |
| I       | Prima Categoria Campania   | 1              | 1967-1968 | 1967-1968       | 27     |
| II      | Prima Categoria Campania   | 16             | 1968-1969 | 1989-1990       | 17     |
| II      | Promozione Molise          | 1              | 2016-2017 | 2016-2017       | 17     |
| III     | Seconda Categoria Campania | 1              | 1985-1986 | 1985-1986       | 3      |
| III     | Prima Categoria Molise     | 2              | 2014-2015 | 2015-2016       | 3      |

## Tifoseria

### Storia
Nati alla fine degli anni 90 e di inizio duemila, i gruppi ultras del Bojano erano la Legione Sannita, il Commando Ultra Bojano' e la Brigata Biancorossa, nata nel 2001 e che rimase poi l'unico gruppo di ultras a causa dello scioglimento degli altri gruppi. Negli anni duemiladieci non erano più presenti tifosi organizzati al Colalillo fino al 2023 quando si forma un gruppo che si riconosce dietro lo striscione Ultras Bojano.

### Gemellaggi e rivalità
Amicizia con i tifosi del Campobasso, con anche i tifosi del Commando Ultra Bojano presenti in curva durante la partita Campobasso-Foggia in C2 nel 2000.
Rivalità invece con i tifosi dell'Olympia Agnonese e con il Venafro.